# Pieter Boddaert jr.

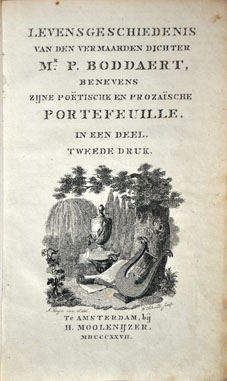
Titelpagina Levensgeschiedenis van de vermaarden dichter Mr. P. Boddaert benevens zijne poëtische en prozaïsche portefeuille, Amsterdam, H. Moolenijzer, 1827

Pieter Boddaert jr. (Utrecht, oktober 1766 – Amsterdam, 8 maart 1805) was een Nederlandse erotisch dichter. Hij was de zoon van natuuronderzoeker dr. Pieter Boddaert en kleinzoon van de stichtelijke dichter mr. Pieter Boddaert.

## Leven
Pieter Boddaert jr. studeerde rechten aan de Utrechtse Hogeschool en sloot in 1791 zijn studie af met een promotie genaamd 'de testamentis'. Hij publiceerde verschillende, vaak erotische (en scandaleus geachte) gedichten, maar ook vertalingen van Duitse, Franse en Engelse toneelstukken (o.a. Macbeth (1800)).
Boddaert wordt gezien als de belangrijkste Nederlandse erotische dichter van de 18e eeuw. Hij werd ook wel 'de vieze Boddaert' of 'de vieze Pieter' genoemd, om verwarring te voorkomen ten opzichte van zijn grootvader, de stichtelijke dichter.
Boddaert stierf op 8 maart 1805 ten gevolge van een val van de muur van een Amsterdamse gracht op het ijs. Volgens de legende vroeg Boddaert juist voor hij stierf vergiffenis voor zijn scandaleuze levenswandel. Hij werd op 18 maart begraven in de Utrechtse Janskerk, en behalve voor letterminnenden betekende zijn verscheiden 'een gevoelige slag voor het vaderlands gedistilleerd en het hoofdstedelijk hoerendom'.